# Aleuroclava kerala
Aleuroclava kerala es un hemíptero de la familia Aleyrodidae, con una subfamilia: Aleyrodinae.Fue descrita científicamente en 2007 por Martin & Mound.